# Caritas – Vyšší odborná škola sociální Olomouc
CARITAS – Vyšší odborná škola sociální Olomouc je katolická vyšší odborná škola, jejímž cílem je poskytovat vzdělání a odbornou kvalifikaci pro službu v charitní a sociální sféře, přičemž důraz klade na moderně koncipované komplexní služby a křesťanský přístup ke klientovi. Škola zprostředkovává prezenční i kombinovanou (dálkovou) formu studia v délce tří let a úzce spolupracuje s CMTF UP, což umožňuje studentům získat spolu s titulem diplomovaného specialisty (DiS.) souběžným studiem na CMTF UP titul bakaláře ve stejném oboru. Ke škole náleží knihovna, školní jídelna a kolej s ubytovací kapacitou 86 míst.

## Historie
Ideu zřízení školy a hrubý rámec jejího poslání prosadil ředitel arcidiecézní charity Jindřich Suchánek. Školu založil olomoucký arcibiskup Jan Graubner v roce 1995, do školské sítě byla zařazena 3. května 1996, v září téhož roku zahájila výuku. Při zajištění prvotního základního vybavení školy sehrála velkou roli pomoc české organizace Křesťanské mezinárodní solidarity.

## Studijní obory
- Sociální práce
- Sociální a humanitární práce